# Université normale de Nankin
L’université normale de Nankin (chinois : 南京师范大学 ; pinyin : Nánjīng Shīfàn Dàxué, abrégé en Nanshida), fondée en 1902, destinée à la formation des enseignants chinois, est une des universités les plus prestigieuses de la ville de Nankin, en Chine.

## Anciens professeurs
- Yang Yi (1919-2023), écrivaine et traductrice, y enseigne de 1960 à 1980, avec une interruption sous la Révolution culturelle.

## Anciens élèves
- Le peintre et illustrateur Zhao Xucheng est diplômé de cette université (département des beaux-arts).

## Honneur
L’astéroïde (216446) Nanshida porte son nom.

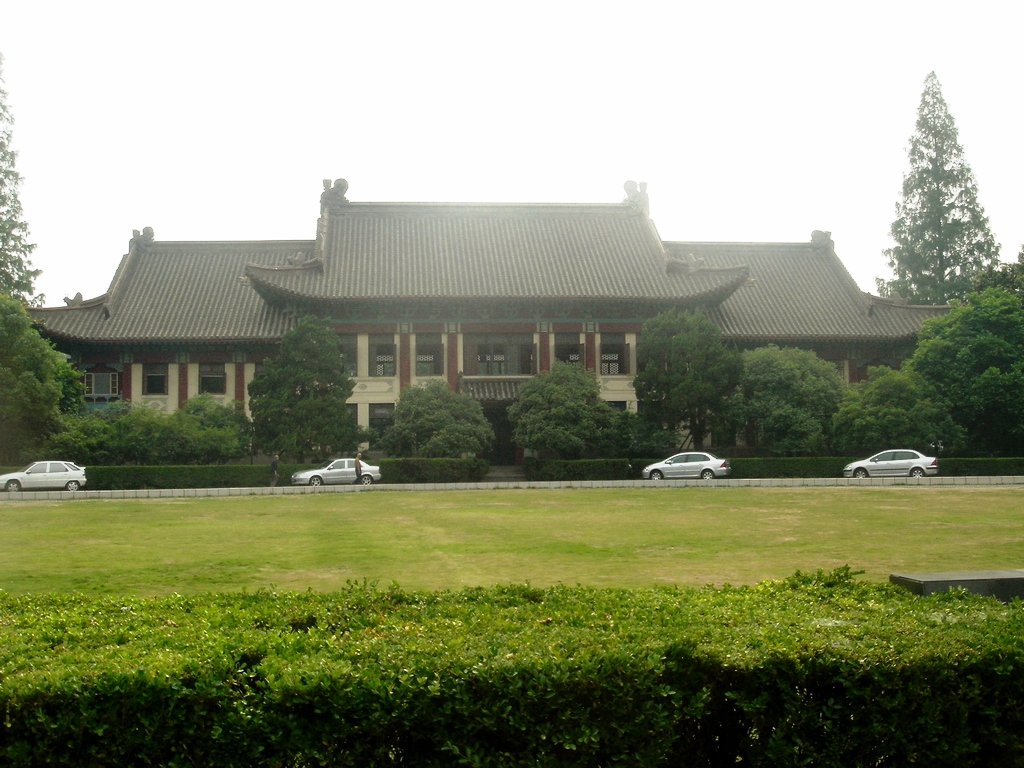
Bâtiment
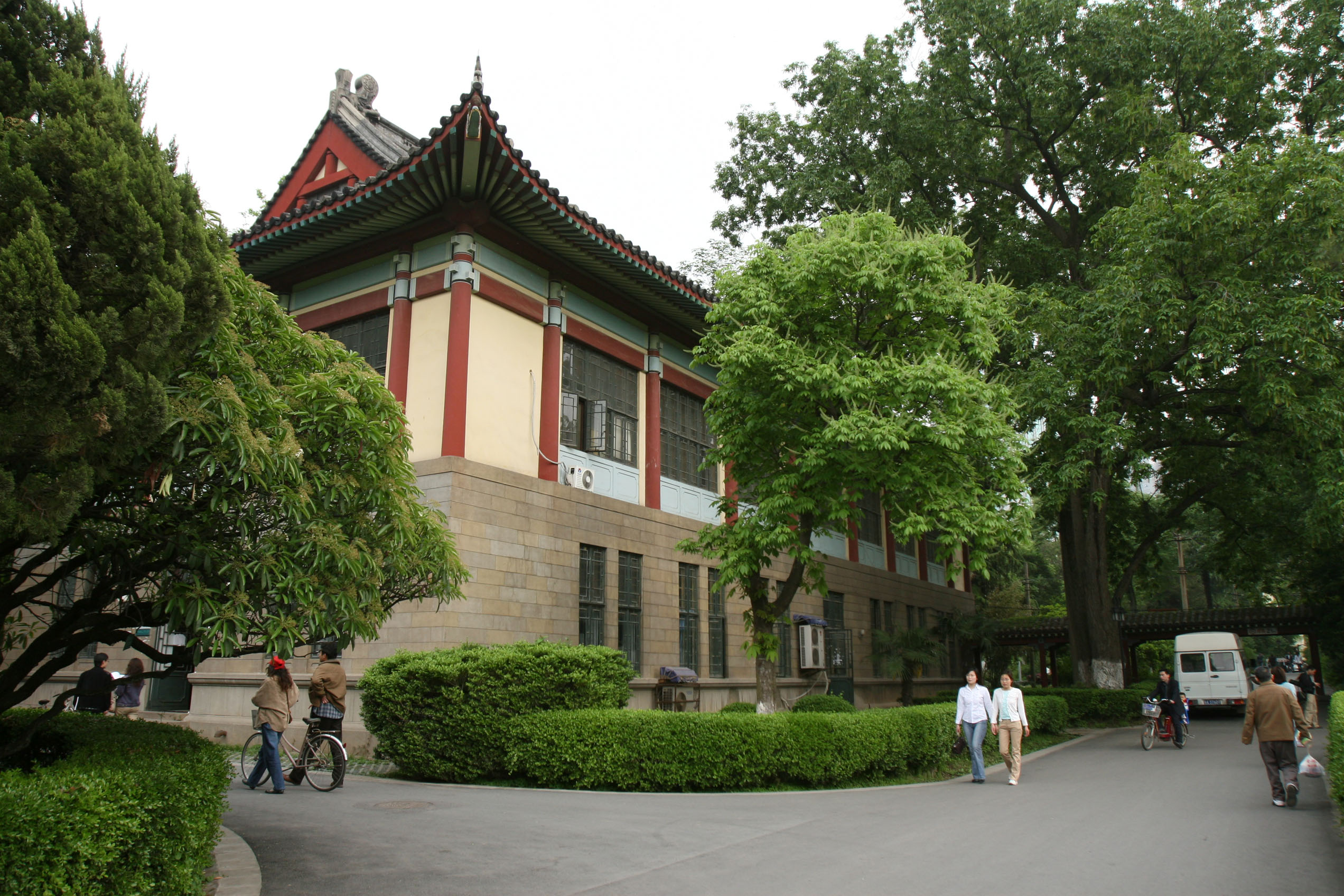
Angle de bâtiment
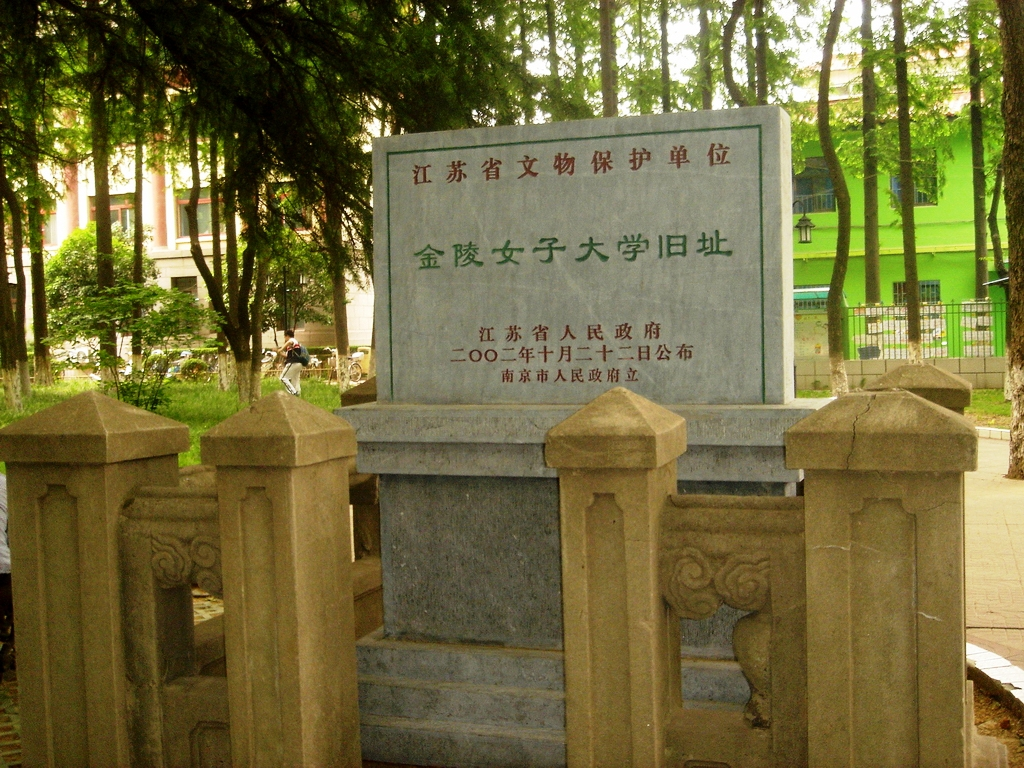
Monument
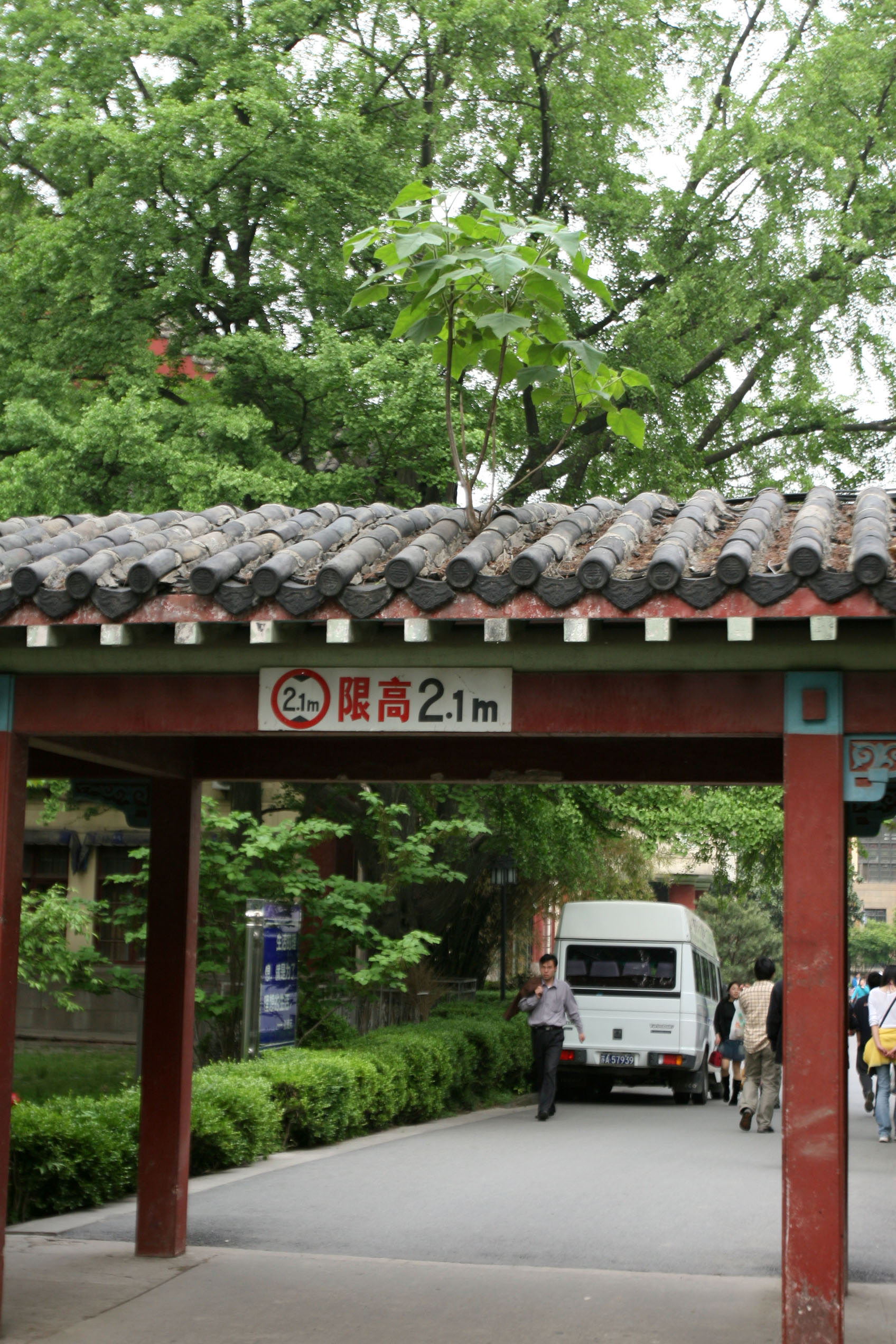
Route
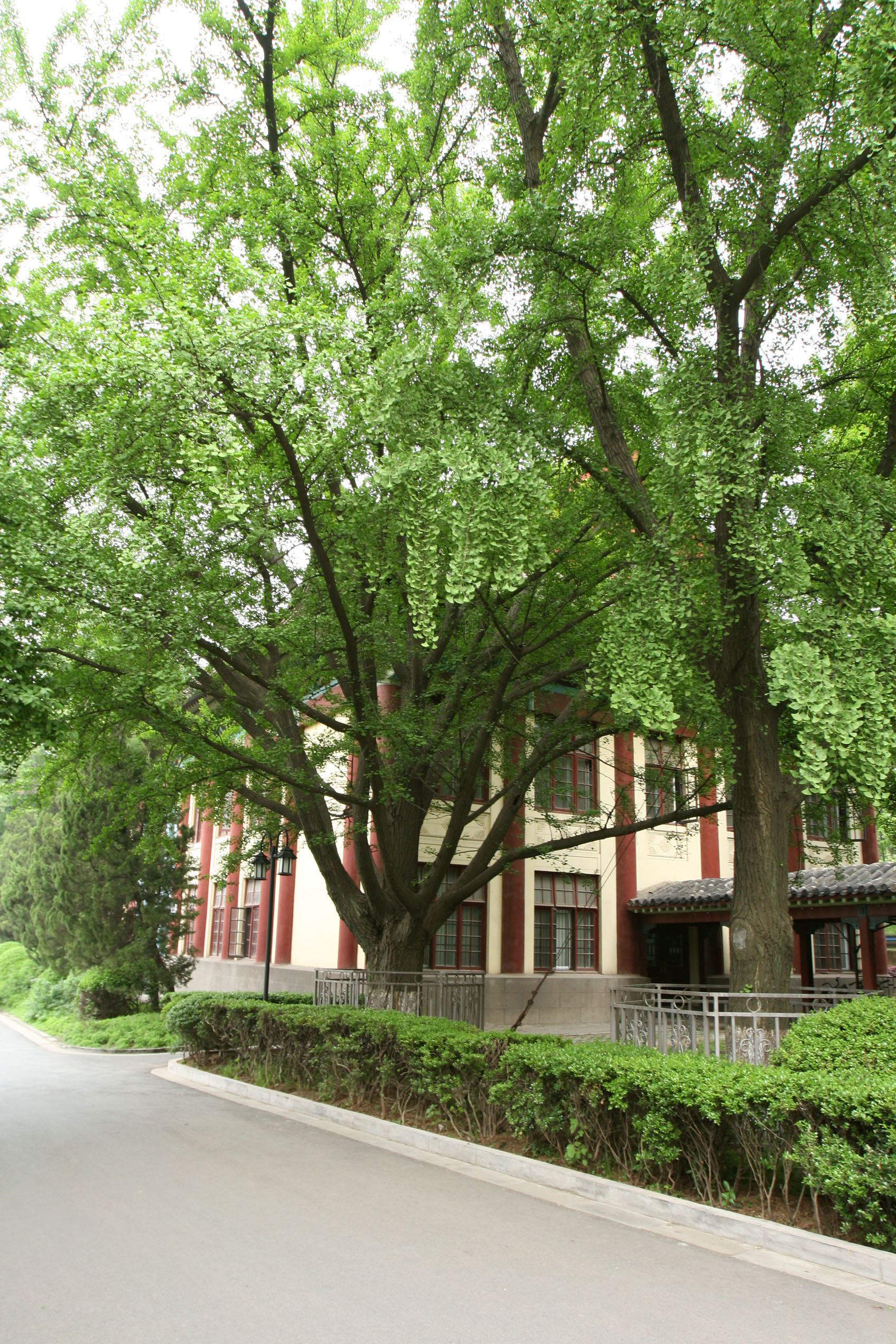
Arbre